# Станислав Големинов
Станислав Захариев Големинов е български офицер (подполковник), участник в Сръбско-българската (1885), Междусъюзническата (1913) и Балканската войни (1912 – 1913).

## Биография
Станислав Големинов е роден на 20 февруари 1858 г. в Самоков. През 1979 г. завършва местното класно училище е изпратен от родителите си да учи в Русия. През 1880 г. завършва Киевското военно училище и командуването на училището го изпраща на едногодишна кавалерийска школа в Елисаветград. Завършва школата през 1881 г. и постъпва на служба в Самоковска №4 пеша дружина.

## Сръбско-българска война (1885)
По време на Сръбско-българската война (1885) поручик Големинов командва Софийското опълчение. До 30 октомври 1885 командва гранична опълченска дружина в Кюстендилския отряд, по-късно командва 3-та дружина от Княжевския отряд. Участва в отбраната на позицията при Руй планина до трън (6 ноември) и в разбиването на Моравската дивизия и осигуряването на левия фланг на Сливнишката позиция. Награден е с Военен орден „За храброст“ IV степен.
След края на войната с рота от 2-ри пехотен струмски полк взема участие в детронацията на княз Александър Батенберг (1886), като след контра-преврата емигрира в Турция, но след 2 години се завръща и е възстановен в армията. На 18 май 1889 е произведен в чин капитан, а на 2 май 1902 в чин майор. Служи като дружинен командир в няколко полка. Същата година преминава в запаса. Според някои извори преминава в запаса през 1903 г. поради заболяване.

## Балкански войни (1912 – 1913)
По време на Балканската война (1912 – 1913) Големанов е мобилизиран и назначен за помощник-комендант на Плевенския гарнизон.
Подполковник Станислав Големинов умира на 28 март 1922 година.

## Военни звания
- Подпоручик (30 август 1882)
- Поручик (30 август 1885)
- Капитан (18 май 1889)
- Майор (2 май 1902)
- Подполковник

## Награди
- Сребърен медал „За участие в Сръбско-българската война 1885“
- Военен орден „За храброст“ IV степен